# Aiguilles Rouges
Aiguilles Rouges, Massif du Aiguilles Rouges – masyw górski w Alpach Zachodnich. Leży we wschodniej Francji w regionie Rodan-Alpy niedaleko Masywu Mont Blanc. Jest częścią Préalpes de Savoie. Głównym ośrodkiem rejonu jest znany kurort Chamonix-Mont-Blanc, gdzie odbyły się pierwsze Zimowe Igrzyska Olimpijskie w 1924 r.
Najwyższe szczyty:
- Aiguille du Belvédère (2965 m),
- Aiguille de la Floria (2888 m),
- Glière (2836 m),
- Aiguille Pourrie (2562 m),
- Le Brévent (2525 m),
- Aiguillette des Houches (2312 m),
- Pointe Noire de Pormenaz (2323 m).